# Amalia Fossa
Amalia Rosa Maria Fossa (Napoli, 1º gennaio 1847 – Firenze, 26 dicembre 1911) è stata un soprano italiano.

## Biografia
Nata dal suggeritore Carlo Fossa e dalla cantante Carlotta Gruitz, sua prima insegnante di canto, aveva una sorella, Emilia Concetta Erminia Fossa, anch'ella una cantante lirica. Debuttò al Teatro Nacional de São Carlos di Lisbona nel 1870 e l'anno seguente si esibì a Pest in Un ballo in maschera, Don Carlo e Lucia di Lammermoor di Donizetti. Apparve inoltre a Cento in Martha di Von Flotow e in Lucia all'Opera Nazionale di Bucarest. Nel 1874 si stabilì al Teatro Real di Madrid, dove cantò con grande successo la Dinorah di Meyerbeer e l'Aida di Verdi.
Tornata in Italia, si affermò come cantante di rilievo: fu una degli artisti preferiti di Verdi, il quale, dopo aver assistito alle sue esibizioni al Teatro alla Scala di Milano nelle stagioni 1876-77 e 1877-78, descrisse la sua voce "un'eccellente voce da soprano, di buon timbro, completa ed equilibrata, che le ha permesso di cantare senza sforzo accompagnata da un sassofono".  Fossa si esibì in Gli ugonotti di Meyerbeer, Anna Bolena e Poliuto (Pauline) di Donizetti, La forza del destino (Leonora) di Verdi, Cinq-Mars di Gounod e con grande successo in Fosca di Carlos Gomes.
Nel maggio 1877 cantò al Gran Teatre del Liceu di Barcellona, per poi esibirsi al Teatro Comunale di Trieste in Mefistofele di Arrigo Boito e nuovamente in Gli ugonotti e in Roberto il diavolo (Alice) di Meyerbeer. Nel 1878 cantò al Politeama di Livorno nel Faust, ne Il Trovatore e nel Nabucco, e poi nel 1879 apparve al Teatro La Fenice di Venezia in Le Roi a Lahore (Nadir) di Massenet, Ruy Blas (Donna Maria de Neubourg) di Marchetti, in Cleopatra (Cleopatra) di Bonamici e in Mefistofele. Si esibì quindi a Barcellona e al Teatro Morlacchi. A Perugia si esibì in un concerto di arie de La Traviata, Gli ugonotti e I vespri siciliani.
Nel maggio 1880 tornò a Barcellona per cantare l'Aida. Dall'ottobre 1880 al febbraio 1881 cantò a Odessa e in seguito debuttò a Roma, Varsavia e Napoli.
Nel gennaio 1885 cantò Gli ugonotti a Palermo e l'anno successivo si esibì al Teatro Carlo Felice di Genova.
Sposò il baritono italiano Giovanni Mirabella.

## Repertorio
| Ruolo                        | Titolo               | Autore     |
| ---------------------------- | -------------------- | ---------- |
| Margherita                   | Mefistofele          | Boito      |
| Anna Bolena                  | Anna Bolena          | Donizetti  |
| Lucia Ashton                 | Lucia di Lammermoor  | Donizetti  |
| Paolina                      | Poliuto              | Donizetti  |
| Lady Harriet Dunham          | Martha               | Flotow     |
| Fosca                        | Fosca                | Gomes      |
| Margherita                   | Faust                | Gounod     |
| Sitâ                         | Le roi de Lahore     | Massenet   |
| Camilla                      | Orazi e Curiazi      | Mercadante |
| Alice                        | Roberto il diavolo   | Meyerbeer  |
| Valentina                    | Gli ugonotti         | Meyerbeer  |
| Dinorah                      | Dinorah              | Meyerbeer  |
| Sélika                       | L'africana           | Meyerbeer  |
| Abigaille                    | Nabucco              | Verdi      |
| Elvira                       | Ernani               | Verdi      |
| Gilda                        | Rigoletto            | Verdi      |
| Leonora                      | Il trovatore         | Verdi      |
| Violetta Valéry              | La traviata          | Verdi      |
| Duchessa Elena               | I vespri siciliani   | Verdi      |
| Amelia Oscar                 | Un ballo in maschera | Verdi      |
| Donna Leonora di Vargas      | La forza del destino | Verdi      |
| Elisabetta di Valois Tebaldo | Don Carlo            | Verdi      |
| Aida                         | Aida                 | Verdi      |